# Мама Килья
Мама Килья (кечуа Mama Killa) — богиня луны в мифологии инков, а также покровительница замужних женщин. Играла важную роль в календаре инков, а также в различных праздниках. Символом Мама Кильи был серебряный диск, на котором изображено человеческое лицо. Мама Килья считалась супругой Инти, бога солнца. Её родителями были бог-творец Виракоча и его жена Мама Коча. Детьми Мама Кильи и Инти были по преданию первый правитель Империи Инков Манко Капак и его жена Мама Окльо. После подчинения чиму она была признана матерью их бога Пача Камака.